# Karin Cruz Forsstrøm
Karin Cecilia Cruz Forsstrøm (født 14. august 1978 i Herlev) er en dansk journalist, studievært og tidligere sangerinde.
Det blev i december 2024 afsløret, at Karin Cruz Forsstrøm var blevet ansat som journalist & studievært hos TV Midtvest i Holstebro, med tiltrædelse i Januar 2025.
Hun var studievært og tilrettelægger på et Station 2 program, som sendtes på TV2 i 2014. Også i årene 2006-2010 var hun studievært og reporter på TV2's program Station 2, men skiftede i efteråret 2010 til TV 2 News, hvor hun dog allerede havde fungeret som afløser for de faste værter og reportere.. Her var hun morgenvært. 
Fra 2000 til 2003 var hun sangerinde i Cargo.

## Privat
Forsstrøm, der er datter af en peruviansk mor og en dansk far.
Karin Forsstrøm er gift og har en datter født i 2008. Familien er bosiddende i Odense.

## Fodnoter
1. 1 2 3  Mine forældre har lært mig at tage chancer Familie Journal 22. februar 2010
2. ↑  https://www.tvmidtvest.dk/midt-og-vestjylland/karin-cruz-forsstroem-bliver-ny-vaert-paa-tv-midtvest
3. ↑  "TV-nyt". Arkiveret fra originalen 3. april 2021. Hentet 2. september 2010.
4. ↑  Karin Cruz: Fræk fortid Arkiveret 30. august 2012 hos  Wayback Machine SE og HØR 29. januar 2012